# 法灿凯尔特
法灿凯尔特，是匈牙利托尔瑙州所辖的一个村。总面积10.70平方公里，总人口643，人口密度60.1人/平方公里（2011年1月1日）。